# Референдум в Литве (октябрь 1992)
Референдум по новой конституции Литвы (лит. Referendumas Lietuvos Respublikos Konstitucijai priimti) был проведён 25 октября 1992 года одновременно с первым туром парламентских выборов. В голосовании приняли участие более половины зарегистрированных избирателей, около четырёх пятых из них высказалось за принятие новой конституции Литвы.
11 марта 1990 года только что избранный Верховный Совет принял Акт о восстановлении независимого Литовского государства и отменил действие конституции СССР и Литовской ССР, возобновив действие конституции 1938 года. Для согласования положений последней с сложившейся фактической ситуацией был принят Временный Основной закон Литовской Республики. Потребовалось около двух лет прежде чем основным политическим силам в парламенте удалось достигнуть компромисса по проекту новой конституции, который и был вынесен на референдум, назначенный на октябрь 1992 года. Проект был опубликован всего за неделю до голосования.

## Результаты
| Выбор                               | Голоса    | %     |
| ----------------------------------- | --------- | ----- |
| За                                  | 1 447 334 | 78,24 |
| Против                              | 402 622   | 21,76 |
| Недействительных голосов            | 69 117    | –     |
| Всего                               | 1 919 073 | 100   |
| Зарегистрированных избирателей/Явка | 2 549 952 | 75,26 |
| Источник: Nohlen & Stöver           |           |       |

6 ноября 1992 года новая Конституция Литовской Республики была официально подписана, начав действовать.